# Lellingeria longeattenuata
Lellingeria longeattenuata là một loài dương xỉ trong họ Polypodiaceae. Loài này được D.M.Forero & J.Murillo mô tả khoa học đầu tiên năm 2010.
Danh pháp khoa học của loài này chưa được làm sáng tỏ. 